# Le Pêchereau
Le Pêchereau é uma comuna francesa na região administrativa do Centro, no departamento Indre. Estende-se por uma área de 20,97 km². Em 2010 a comuna tinha 1 899 habitantes (densidade: 90,6 hab./km²).